# Rubus liui
Rubus liui är en rosväxtart som beskrevs av Y.P. Yang och S.Y. Lu. Rubus liui ingår i släktet rubusar, och familjen rosväxter. Inga underarter finns listade i Catalogue of Life.